# The Optical Society
Amerykańskie Towarzystwo Optyczne – amerykańskie stowarzyszenie naukowe o charakterze globalnym, akceptujące członków z całego świata. W bibliografii światowej znane pod akronimem OSA – Optical Society of America. Posiada członków w ponad 100 krajach. Przedmiotem działania OSA jest badanie światła, rozwój dziedzin optyki i fotoniki, w wielu ich aspektach: nieliniowa, aktywna, adaptatywna, kwantowa, biomedyczna, cienkich warstw, i inne.

## Historia
OSA powstała w roku 1916 na terenie Uniwersytetu w Rochester. Od początku działalności rozpoczęła wydawanie własnego czasopisma JOSA, oraz organizację corocznych konferencji, obecnie pod nazwą "Frontiers in Optics". Od początku posiadała charakter międzynarodowy. W roku 2008 stowarzyszenie zmieniło nazwę z Optical Society of America na The Optical Society, zachowując jednak oryginalne logo OSA.

## Działalność stowarzyszenia OSA
OSA jest wydawcą licznych publikacji naukowych: czasopism, książek i materiałów konferencyjnych. Organizuje kongresy optyki w USA, jak CLEO, OFC, VISION. W kongresach np. CLEO, bierze udział zazwyczaj kilkanaście tysięcy osób. Kongresom towarzyszą wystawy przemysłowe gromadzące setki wystawców. Posiada lokalne Sekcje na terenie USA, w Europie, Japonii, Chinach, itp. Główne biuro OSA jest w Waszyngtonie, ale matecznikiem stowarzyszenia jest Uniwersytet w Rochester. OSA łącznie ze SPIE było jednym z głównych organizatorów wydarzeń w czasie Międzynarodowego Roku Światła UNESCO. Także, razem ze SPIE było inicjatorem w USA przedsięwzięcia społeczno-gospodarczego pod nazwą "Narodowa Inicjatywa Fotoniki", którego celem było przybliżenie technologii fotonicznych społeczeństwu i wskazanie politykom roli fotoniki w rozwoju cywilizacji.

## OSA w Polsce
W Polsce działa kilkudziesięciu członków OSA skupionych w ośrodkach akademickich. Działalność członków fotonicznych organizacji międzynarodowych: OSA i SPIE, a także IEEE Photonics Society, oraz European Optical Society, integrują takie organizacje krajowe Sekcja Optyki Polskiego Towarzystwa Fizycznego, Polskie Stowarzyszenie Fotoniczne, Sekcja Optoelektroniki Komitetu Elektroniki i Telekomunikacji PAN, oraz Polski Komitet Optoelektroniki SEP. Najwyższą godność członkowską, tytuł Fellow OSA posiada profesor Krzysztof Patorski. Kilku członków posiada tytuły Life Senior Member i Senior Member. Polscy studenci i doktoranci działający naukowo w obszarze optyki i fotoniki są zgrupowani w kilka "OSA Student Branches". Takie Oddziały Studenckie są we Wrocławiu, Toruniu, Warszawie. Oddziały OSA często działają wspólnie z analogicznymi oddziałami SPIE.